# Базельское землетрясение
Базельское землетрясение — крупнейшее землетрясение в Центральной Европе Средних веков, произошло 18 октября 1356 года.
Землетрясение 1356 года сильно разрушило город Базель, в котором погибло свыше 300 человек, и северную область Юры Германо-римской империи, и нанесло значительный урон населению соседних государств, многим областям Франции и ближайшим германским государствам.
Эпицентр землетрясения, по данным современных научных исследований, располагался на территории сегодняшней Германии, в горной долине верхнего Рейна. Толчки от землетрясения ощущались в Цюрихе и даже, приглушённо, в Париже. Во Франции и Романдии данное землетрясение получило название по имени Св. Луки («Le Seisme de Saint-Luc»), так как 18 октября французы отмечают праздник евангелиста Луки. По оценкам, сила землетрясения составила 9—10 баллов. Землетрясение застигло Базель около 10 часов вечера. Затем, уже в середине ночи последовал второй мощный толчок и ряд последующие сдвигов. Город был в большей части разрушен, но скоро восстановлен в готическом стиле.
Примечательно то, что старый город и его жители пострадали в первую очередь от локальных пожаров, так как многочисленные факелы и восковые светильники падали от повторных толчков, быстро воспламеняя деревянные конструкции города. В результате число жертв многократно возросло.